# Bulbophyllum tenue
Bulbophyllum tenue là một loài phong lan thuộc chi Bulbophyllum.